# Alfa (literă)

Litera grecească Alfa, majusculă și minusculă

Alfa (majusculă: Α; minusculă: α; în greacă: Άλφα Álpha) este prima literă a alfabetului grec. În numerația greacă are valoarea 1.
Ea derivă din litera feniciană 𐤀, care derivă la rândul ei din hieroglifa egipteană 𓃾, care are sensul de bou.
Din alfa derivă litera A (din alfabetul latin) și litera Az (din alfabetul chirilic).

## Istorie și simbolism

### Etimologie
Ea derivă din litera feniciană 𐤀, care derivă la rândul ei din hieroglifa egipteană 𓃾, care are sensul de bou.

## Codare în informatică
- Alfa grecesc / alfa coptic [1]

| Caracter                   | Α                          | Α                          | α                        | α                        | Ⲁ                          | Ⲁ                          | ⲁ                        | ⲁ                        |
| -------------------------- | -------------------------- | -------------------------- | ------------------------ | ------------------------ | -------------------------- | -------------------------- | ------------------------ | ------------------------ |
| Nume Unicode               | GREEK CAPITAL LETTER ALPHA | GREEK CAPITAL LETTER ALPHA | GREEK SMALL LETTER ALPHA | GREEK SMALL LETTER ALPHA | COPTIC CAPITAL LETTER ALFA | COPTIC CAPITAL LETTER ALFA | COPTIC SMALL LETTER ALFA | COPTIC SMALL LETTER ALFA |
| Codare                     | zecimal                    | hex                        | zecimal                  | hex                      | zecimal                    | hex                        | zecimal                  | hex                      |
| Unicode                    | 913                        | U+0391                     | 945                      | U+03B1                   | 11392                      | U+2C80                     | 11393                    | U+2C81                   |
| UTF-8                      | 206 145                    | CE 91                      | 206 177                  | CE B1                    | 226 178 128                | E2 B2 80                   | 226 178 129              | E2 B2 81                 |
| Referință caracter numeric | &#913;                     | &#x391;                    | &#945;                   | &#x3B1;                  | &#11392;                   | &#x2C80;                   | &#11393;                 | &#x2C81;                 |
| Referință caracter         | &Alpha;                    | &Alpha;                    | &alpha;                  | &alpha;                  |                            |                            |                          |                          |
| CP 437                     |                            |                            | 224                      | E0                       |                            |                            |                          |                          |
| DOS Greek                  | 128                        | 80                         | 152                      | 98                       |                            |                            |                          |                          |
| DOS Greek-2                | 164                        | A4                         | 214                      | D6                       |                            |                            |                          |                          |
| Windows 1253               | 193                        | C1                         | 225                      | E1                       |                            |                            |                          |                          |
| TeX                        |                            |                            | \alpha                   | \alpha                   |                            |                            |                          |                          |

- Alfa latin / IPA

| Caracter                   | ɑ                        | ɑ                        | ɒ                               | ɒ                               | ᶐ                                            | ᶐ                                            | ᵅ                           | ᵅ                           | ᶛ                                  | ᶛ                                  |
| -------------------------- | ------------------------ | ------------------------ | ------------------------------- | ------------------------------- | -------------------------------------------- | -------------------------------------------- | --------------------------- | --------------------------- | ---------------------------------- | ---------------------------------- |
| Nume Unicode               | LATIN SMALL LETTER ALPHA | LATIN SMALL LETTER ALPHA | LATIN SMALL LETTER TURNED ALPHA | LATIN SMALL LETTER TURNED ALPHA | LATIN SMALL LETTER ALPHA WITH RETROFLEX HOOK | LATIN SMALL LETTER ALPHA WITH RETROFLEX HOOK | MODIFIER LETTER SMALL ALPHA | MODIFIER LETTER SMALL ALPHA | MODIFIER LETTER SMALL TURNED ALPHA | MODIFIER LETTER SMALL TURNED ALPHA |
| Codare                     | zecimal                  | hex                      | zecimal                         | hex                             | zecimal                                      | hex                                          | zecimal                     | hex                         | zecimal                            | hex                                |
| Unicode                    | 593                      | U+0251                   | 594                             | U+0252                          | 7568                                         | U+1D90                                       | 7493                        | U+1D45                      | 7579                               | U+1D9B                             |
| UTF-8                      | 201 145                  | C9 91                    | 201 146                         | C9 92                           | 225 182 144                                  | E1 B6 90                                     | 225 181 133                 | E1 B5 85                    | 225 182 155                        | E1 B6 9B                           |
| Referință caracter numeric | &#593;                   | &#x251;                  | &#594;                          | &#x252;                         | &#7568;                                      | &#x1D90;                                     | &#7493;                     | &#x1D45;                    | &#7579;                            | &#x1D9B;                           |

- Alfa matematic / tehnic

| Caracter                   | ⍺                           | ⍺                           | ⍶                                    | ⍶                                    | 𝚨                               | 𝚨                               | 𝛂                             | 𝛂                             | 𝛢                                 | 𝛢                                 | 𝛼                               | 𝛼                               |
| -------------------------- | --------------------------- | --------------------------- | ------------------------------------ | ------------------------------------ | ------------------------------- | ------------------------------- | ----------------------------- | ----------------------------- | --------------------------------- | --------------------------------- | ------------------------------- | ------------------------------- |
| Nume Unicode               | APL FUNCTIONAL SYMBOL ALPHA | APL FUNCTIONAL SYMBOL ALPHA | APL FUNCTIONAL SYMBOL ALPHA UNDERBAR | APL FUNCTIONAL SYMBOL ALPHA UNDERBAR | MATHEMATICAL BOLD CAPITAL ALPHA | MATHEMATICAL BOLD CAPITAL ALPHA | MATHEMATICAL BOLD SMALL ALPHA | MATHEMATICAL BOLD SMALL ALPHA | MATHEMATICAL ITALIC CAPITAL ALPHA | MATHEMATICAL ITALIC CAPITAL ALPHA | MATHEMATICAL ITALIC SMALL ALPHA | MATHEMATICAL ITALIC SMALL ALPHA |
| Codare                     | zecimal                     | hex                         | zecimal                              | hex                                  | zecimal                         | hex                             | zecimal                       | hex                           | zecimal                           | hex                               | zecimal                         | hex                             |
| Unicode                    | 9082                        | U+237A                      | 9078                                 | U+2376                               | 120488                          | U+1D6A8                         | 120514                        | U+1D6C2                       | 120546                            | U+1D6E2                           | 120572                          | U+1D6FC                         |
| UTF-8                      | 226 141 186                 | E2 8D BA                    | 226 141 182                          | E2 8D B6                             | 240 157 154 168                 | F0 9D 9A A8                     | 240 157 155 130               | F0 9D 9B 82                   | 240 157 155 162                   | F0 9D 9B A2                       | 240 157 155 188                 | F0 9D 9B BC                     |
| UTF-16                     | 9082                        | 237A                        | 9078                                 | 2376                                 | 55349 57000                     | D835 DEA8                       | 55349 57026                   | D835 DEC2                     | 55349 57058                       | D835 DEE2                         | 55349 57084                     | D835 DEFC                       |
| Referință caracter numeric | &#9082;                     | &#x237A;                    | &#9078;                              | &#x2376;                             | &#120488;                       | &#x1D6A8;                       | &#120514;                     | &#x1D6C2;                     | &#120546;                         | &#x1D6E2;                         | &#120572;                       | &#x1D6FC;                       |

| Caracter                   | 𝜜                                      | 𝜜                                      | 𝜶                                    | 𝜶                                    | 𝝖                                          | 𝝖                                          | 𝝰                                        | 𝝰                                        | 𝞐                                                 | 𝞐                                                 | 𝞪                                               | 𝞪                                               |
| -------------------------- | -------------------------------------- | -------------------------------------- | ------------------------------------ | ------------------------------------ | ------------------------------------------ | ------------------------------------------ | ---------------------------------------- | ---------------------------------------- | ------------------------------------------------- | ------------------------------------------------- | ----------------------------------------------- | ----------------------------------------------- |
| Nume Unicode               | MATHEMATICAL BOLD ITALIC CAPITAL ALPHA | MATHEMATICAL BOLD ITALIC CAPITAL ALPHA | MATHEMATICAL BOLD ITALIC SMALL ALPHA | MATHEMATICAL BOLD ITALIC SMALL ALPHA | MATHEMATICAL SANS-SERIF BOLD CAPITAL ALPHA | MATHEMATICAL SANS-SERIF BOLD CAPITAL ALPHA | MATHEMATICAL SANS-SERIF BOLD SMALL ALPHA | MATHEMATICAL SANS-SERIF BOLD SMALL ALPHA | MATHEMATICAL SANS-SERIF BOLD ITALIC CAPITAL ALPHA | MATHEMATICAL SANS-SERIF BOLD ITALIC CAPITAL ALPHA | MATHEMATICAL SANS-SERIF BOLD ITALIC SMALL ALPHA | MATHEMATICAL SANS-SERIF BOLD ITALIC SMALL ALPHA |
| Codare                     | zecimal                                | hex                                    | zecimal                              | hex                                  | zecimal                                    | hex                                        | zecimal                                  | hex                                      | zecimal                                           | hex                                               | zecimal                                         | hex                                             |
| Unicode                    | 120604                                 | U+1D71C                                | 120630                               | U+1D736                              | 120662                                     | U+1D756                                    | 120688                                   | U+1D770                                  | 120720                                            | U+1D790                                           | 120746                                          | U+1D7AA                                         |
| UTF-8                      | 240 157 156 156                        | F0 9D 9C 9C                            | 240 157 156 182                      | F0 9D 9C B6                          | 240 157 157 150                            | F0 9D 9D 96                                | 240 157 157 176                          | F0 9D 9D B0                              | 240 157 158 144                                   | F0 9D 9E 90                                       | 240 157 158 170                                 | F0 9D 9E AA                                     |
| UTF-16                     | 55349 57116                            | D835 DF1C                              | 55349 57142                          | D835 DF36                            | 55349 57174                                | D835 DF56                                  | 55349 57200                              | D835 DF70                                | 55349 57232                                       | D835 DF90                                         | 55349 57258                                     | D835 DFAA                                       |
| Referință caracter numeric | &#120604;                              | &#x1D71C;                              | &#120630;                            | &#x1D736;                            | &#120662;                                  | &#x1D756;                                  | &#120688;                                | &#x1D770;                                | &#120720;                                         | &#x1D790;                                         | &#120746;                                       | &#x1D7AA;                                       |

## Alte utilizări
Alfa este utilizată în prezent la numirea versiunii nepublicate și în dezvoltare a jocurilor video.